# Caligophryne doylei
Caligophryne doylei ist eine kleine Froschart, die in der Serra da Neblina im äußersten Süden Venezuelas und des angrenzenden Brasiliens endemisch vorkommt. Die systematisch isolierte Froschart wurde erst 2017 entdeckt und 2024 wissenschaftlich beschrieben.

## Merkmale
Caligophryne doylei ist eine sehr kleine Froschart, die eine Länge von 3 (Männchen) bis 3,4 (Weibchen) Zentimeter erreicht. In ihrer Färbung ist die Art sehr variabel. Der Rücken ist hell- bis dunkelbraun oder rötlich mit grauen Linien entlang der in Reihen angeordneten Warzen. Manchmal finden sich auch bronzefarbenen Flecken. Der obere Bereich der Iris ist blau mit einer schwarzen Netzzeichnung. Zwischen den Augen und den Nasenöffnungen sind die Frösche weiß bis rötlich. Die oberen Bereiche der Körperseiten können reichlich mit schwarzen Flecken gemustert sein. Meist ist jedoch ein einzelner schwarzer Fleck in der Mitte der Körperseiten vorhanden. Der Bauch ist gelblich mit einigen dunklen Pigmentierungen oder fast einheitlich dunkelgrau mit helleren Flecken. Kopf und Rumpf sind robust; der Kopf ist stark verknöchert. Die Trommelfelle sind von außen sichtbar. Finger und Zehen sind lang; ihre Spitzen sind abgerundet und seitlich etwas verbreitert. Schwimmhäute sind nicht vorhanden.

## Lebensraum
Caligophryne doylei wurde vor allem in Höhen um die 2000 Metern gefunden unterhalb des Verbreitungsgebietes von Neblinaphryne mayeri. Die die Fundorte umgebende Landschaft war offen und teilweise mit Gras und vereinzelten niedrigen Bäumen bewachsen. Nur drei Exemplare wurden im felsigen Lebensraum von Neblinaphryne mayeri auf einer Höhe von 2600 Metern gefunden. Ein einzelnes Exemplar von Caligophryne doylei saß neben einem ins nasse Moos gebauten Nest, das elf Eier enthielt. Diese deutet darauf hin, dass Caligophryne doylei Brutpflege betreibt und sich die Jungfrösche direkt in den Eiern entwickeln, also ein aquatiles Kaulquappenstadium fehlt.

## Systematik
Die Typusexemplare von Caligophryne doylei wurden im November 2017 auf einem Pfad zum Pico da Neblina in der Serra da Neblina im nördlichen Südamerika gesammelt. Art und Gattung wurden 2024 zusammen mit Neblinaphryne mayeri vom gleichen Fundort erstbeschrieben. Beide Arten gehören zur Überfamilie Brachycephaloidea in der Unterordnung Neobatrachia („moderne Froschlurche“). Da Caligophryne doylei sich aber schon seit 45 Millionen Jahren isoliert von den anderen Gruppen der Brachycephaloidea entwickelten, wurde die Art in eine eigene, monotypische Familie gestellt, die Caligophrynidae. Das Art-Epitheton doylei verweist auf den britischen Schriftsteller Arthur Conan Doyle, dessen Roman Die vergessene Welt die Erkundung eines geheimnisvollen, von Urtieren bewohnten Plateaus im südamerikanischen Dschungel zum Thema hat.
Die wahrscheinlichen Verwandtschaftsbeziehungen der Familien der Brachycephaloidea verdeutlicht folgendes Kladogramm:
|  | \| \| Brachycephalidae \| \| \| \| \| \| Caligophrynidae \| \| \| \| |
|  |                                                                      |
|  | Eleutherodactylidae                                                  |
|  |                                                                      |
|  | Brachycephalidae                                                     |
|  |                                                                      |
|  | Caligophrynidae                                                      |
|  |                                                                      |

|  | Brachycephalidae |
|  |                  |
|  | Caligophrynidae  |
|  |                  |

|  | Craugastoridae |
|  |                |
|  | Strabomantidae |
|  |                |

|  | \| \| Brachycephalidae \| \| \| \| \| \| Caligophrynidae \| \| \| \| |
|  |                                                                      |
|  | Eleutherodactylidae                                                  |
|  |                                                                      |
|  | Brachycephalidae                                                     |
|  |                                                                      |
|  | Caligophrynidae                                                      |
|  |                                                                      |

|  | Brachycephalidae |
|  |                  |
|  | Caligophrynidae  |
|  |                  |

|  | Craugastoridae |
|  |                |
|  | Strabomantidae |
|  |                |

|  | \| \| Brachycephalidae \| \| \| \| \| \| Caligophrynidae \| \| \| \| |
|  |                                                                      |
|  | Eleutherodactylidae                                                  |
|  |                                                                      |
|  | Brachycephalidae                                                     |
|  |                                                                      |
|  | Caligophrynidae                                                      |
|  |                                                                      |

|  | Brachycephalidae |
|  |                  |
|  | Caligophrynidae  |
|  |                  |

|  | Craugastoridae |
|  |                |
|  | Strabomantidae |
|  |                |

|  | \| \| Brachycephalidae \| \| \| \| \| \| Caligophrynidae \| \| \| \| |
|  |                                                                      |
|  | Eleutherodactylidae                                                  |
|  |                                                                      |
|  | Brachycephalidae                                                     |
|  |                                                                      |
|  | Caligophrynidae                                                      |
|  |                                                                      |

|  | Brachycephalidae |
|  |                  |
|  | Caligophrynidae  |
|  |                  |

|  | Craugastoridae |
|  |                |
|  | Strabomantidae |
|  |                |

|  | \| \| Brachycephalidae \| \| \| \| \| \| Caligophrynidae \| \| \| \| |
|  |                                                                      |
|  | Eleutherodactylidae                                                  |
|  |                                                                      |
|  | Brachycephalidae                                                     |
|  |                                                                      |
|  | Caligophrynidae                                                      |
|  |                                                                      |

|  | Brachycephalidae |
|  |                  |
|  | Caligophrynidae  |
|  |                  |

|  | Craugastoridae |
|  |                |
|  | Strabomantidae |
|  |                |

|  | \| \| Brachycephalidae \| \| \| \| \| \| Caligophrynidae \| \| \| \| |
|  |                                                                      |
|  | Eleutherodactylidae                                                  |
|  |                                                                      |
|  | Brachycephalidae                                                     |
|  |                                                                      |
|  | Caligophrynidae                                                      |
|  |                                                                      |

|  | Brachycephalidae |
|  |                  |
|  | Caligophrynidae  |
|  |                  |

|  | Craugastoridae |
|  |                |
|  | Strabomantidae |
|  |                |

|  | \| \| Brachycephalidae \| \| \| \| \| \| Caligophrynidae \| \| \| \| |
|  |                                                                      |
|  | Eleutherodactylidae                                                  |
|  |                                                                      |
|  | Brachycephalidae                                                     |
|  |                                                                      |
|  | Caligophrynidae                                                      |
|  |                                                                      |

|  | Brachycephalidae |
|  |                  |
|  | Caligophrynidae  |
|  |                  |

|  | Craugastoridae |
|  |                |
|  | Strabomantidae |
|  |                |

|  | \| \| Brachycephalidae \| \| \| \| \| \| Caligophrynidae \| \| \| \| |
|  |                                                                      |
|  | Eleutherodactylidae                                                  |
|  |                                                                      |
|  | Brachycephalidae                                                     |
|  |                                                                      |
|  | Caligophrynidae                                                      |
|  |                                                                      |

|  | Brachycephalidae |
|  |                  |
|  | Caligophrynidae  |
|  |                  |

|  | Craugastoridae |
|  |                |
|  | Strabomantidae |
|  |                |